# Piaya melanogaster
Il cuculo scoiattolo ventrenero o cuculo pancianera (Piaya melanogaster (Veillot, 1817)), è un uccello della famiglia Cuculidae.

## Sistematica
Piaya melanogaster non ha sottospecie, è monotipica.

## Distribuzione e habitat
Questo uccello vive in Sud America, più precisamente in Colombia, Venezuela, Guyana, Suriname, Guyana francese, Ecuador, Perù, Bolivia e Brasile.